# Językoznawstwo konfrontatywne
Językoznawstwo kontrastywne lub językoznawstwo konfrontatywne – dział językoznawstwa zajmujący się porównywaniem dwóch (lub więcej niż dwóch) języków w aspekcie synchronicznym.

## Rys historyczny
Początki językoznawczych badań kontrastywnych sięgają lat pięćdziesiątych XX wieku. Za twórców językoznawstwa kontrastywnego są uważani tacy badacze amerykańscy jak Charles C. Fries i Robert Lado. Ich tezy zostały w latach sześćdziesiątych przejęte przez Center for Applied Linguistics w Waszyngtonie, gdzie pod redakcją Charlesa A. Fergusona zaczęto publikować prace kontrastywne dotyczące fonetyki i gramatyki języków obcych nauczanych wówczas w Stanach Zjednoczonych. Wychodzono z założenia, że kontrasty językowe stanowią główne źródło błędów językowych, więc przygotowanie odpowiednich materiałów dydaktycznych pozwoli przezwyciężyć trudności w nauczaniu języków obcych. Wkrótce okazało się jednak, że znajomość i opis kontrastów nie wystarczy, a błędy językowe mogą mieć też inne przyczyny.

## Problemy terminologiczne
W polskiej germanistyce wyróżniano wcześniej dwa pojęcia i dwa terminy: językoznawstwo konfrontatywne (opis podobieństw i różnic pomiędzy dwoma językami) i językoznawstwo kontrastywne (opis różnic pomiędzy dwoma językami). Obecnie używa się obydwu terminów zamiennie, z preferencją określenia „kontrastywne”, przyjmując, że opis i tak zwykle dotyczy nie tylko samych kontrastów. Niejednolite jest użycie terminu „gramatyka kontrastywna”, w niektórych pracach rozumianego szeroko, nie tylko jako morfologia i składnia. Jan Czochralski w swojej „Gramatyce niemieckiej dla Polaków” uwzględnia fonetykę i słowotwórstwo, a gramatyka Joanny Golonki zawiera rozdziały poświęcone złożeniom nominalnym i aktom mowy.

## Rodzaje konfrontacji językowej
Porównywanie języków nie ogranicza się do języków spokrewnionych (jak w językoznawstwie historyczno-porównawczym) lub należących do tej samej grupy typologicznej (jak w językoznawstwie typologicznym). Nie ogranicza się też do badania gramatyki i fonetyki/fonologii. Można porównywać dowolne języki na różnych płaszczyznach:
- na płaszczyźnie fonetyczno-fonologicznej – porównywane są głoski, fonemy, cechy prozodyczne (akcent, intonacja) badanych języków[7][8];

- na płaszczyźnie gramatycznej – porównywane są zjawiska gramatyczne (morfologiczne, składniowe) dwóch języków, np. przymiotnik w języku niemieckim i polskim, strona bierna czasowników, rodzajnik niemiecki i jego polskie ekwiwalenty[9][10];

- w zakresie słowotwórstwa – porównywane są kategorie słowotwórcze, np. wyrazy złożone, derywaty[11];

- na płaszczyźnie leksykalnej – porównywane jest słownictwo danych języków, głównie pod względem semantycznym, np. pary tzw. fałszywych przyjaciół tłumacza. Opis słownictwa może być powiązany z określonymi tekstami, np. wyrazy obce w polskim tekście literackim i w jego tłumaczeniu na inny język[12][13];

- w zakresie frazeologii – porównywane są związki frazeologiczne, np. zwroty idiomatyczne, ich ilość, struktura, znaczenia[14];

- na płaszczyźnie pragmatycznej i komunikacyjnej – porównanie wykracza poza system językowy i dotyczy używania języka w sytuacjach komunikacyjnych, np. aktów mowy[15][16];

- na płaszczyźnie tekstowej – porównywane są teksty i dyskursy, ich struktura i semantyka. Można tutaj zaliczyć badanie tekstów i ich tłumaczeń na inny język[17];

- na płaszczyźnie leksykograficznej – porównywanie słowników określonego typu (np. polskiego i niemieckiego słownika wyrazów obcych)[18];

- na płaszczyźnie metajęzykowej – porównaniu mogą podlegać metody i terminologia stosowane w badaniach na terenie dwóch różnych krajów. Przykładowo: inna jest terminologia dotycząca słowotwórstwa i lingwistyki tekstu w Polsce i w Niemczech[19];

- na płaszczyźnie kontaktów językowych i postaw wobec języka – porównywane są np. procesy przejmowania zapożyczeń z innych języków i działalność purystyczna w danych krajach. Badanie uwzględnia konteksty historyczne i kulturowe, motywy określonych działań. Przykładowo: w Niemczech działalność purystyczna miała większy zakres niż w Polsce. Większy był sprzeciw wobec wpływów języka francuskiego, co miało związek z okupacją napoleońską w początkowych latach XIX wieku[20].

## Znaczenie badań kontrastywnych
Mogą być wykorzystane w nauczaniu i uczeniu się (akwizycji) języka obcego. Opisując różnice pomiędzy dwoma językami, dokonuje się prognozowania potencjalnych błędów interferencyjnych. Interferencja to przenoszenie reguł jednego języka (najczęściej języka ojczystego) na użycie innego języka, co prowadzi do błędnego użycia tego drugiego języka. Wyniki badań kontrastywnych/konfrontatywnych wykorzystuje się nie tylko bezpośrednio w procesie nauczania, ale też w materiałach dydaktycznych (podręcznikach, słownikach) służących do nauki języka. Należy jednak pamiętać, że nie wszystkie trudności w przyswajaniu sobie obcego języka wynikają z różnic pomiędzy językami. Językoznawcze badania kontrastywne mogą być też przydatne w procesie tłumaczenia (ustnego i pisemnego) na język obcy lub na język ojczysty.
W grę wchodzi również aspekt teoretyczno-językowy: poprzez porównywanie dwóch (lub więcej) języków uzyskuje się lepszy wgląd w strukturę i funkcjonowanie danych języków.